# Округ Џаспер (Индијана)
Округ Џаспер (енгл. Jasper County) је округ у америчкој савезној држави Индијана.

## Демографија
По попису из 2010. године број становника је 33.478, што је 3.435 (11,4%) становника више него 2000. године.
| Група             | 2000.          | 2010.          |
| Белци             | 28.941 (96,3%) | 30.988 (92,6%) |
| Афроамериканци    | 104 (0,3%)     | 212 (0,6%)     |
| Азијати           | 56 (0,2%)      | 133 (0,4%)     |
| Хиспаноамериканци | 733 (2,4%)     | 1.823 (5,4%)   |
| Укупно            | 30.043         | 33.478         |